# APAR主動相位陣列雷達

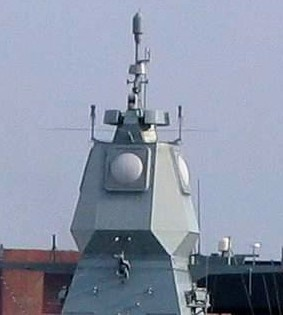
安装在德国海军萨克森级护卫舰汉堡号上层建筑顶部的 APAR

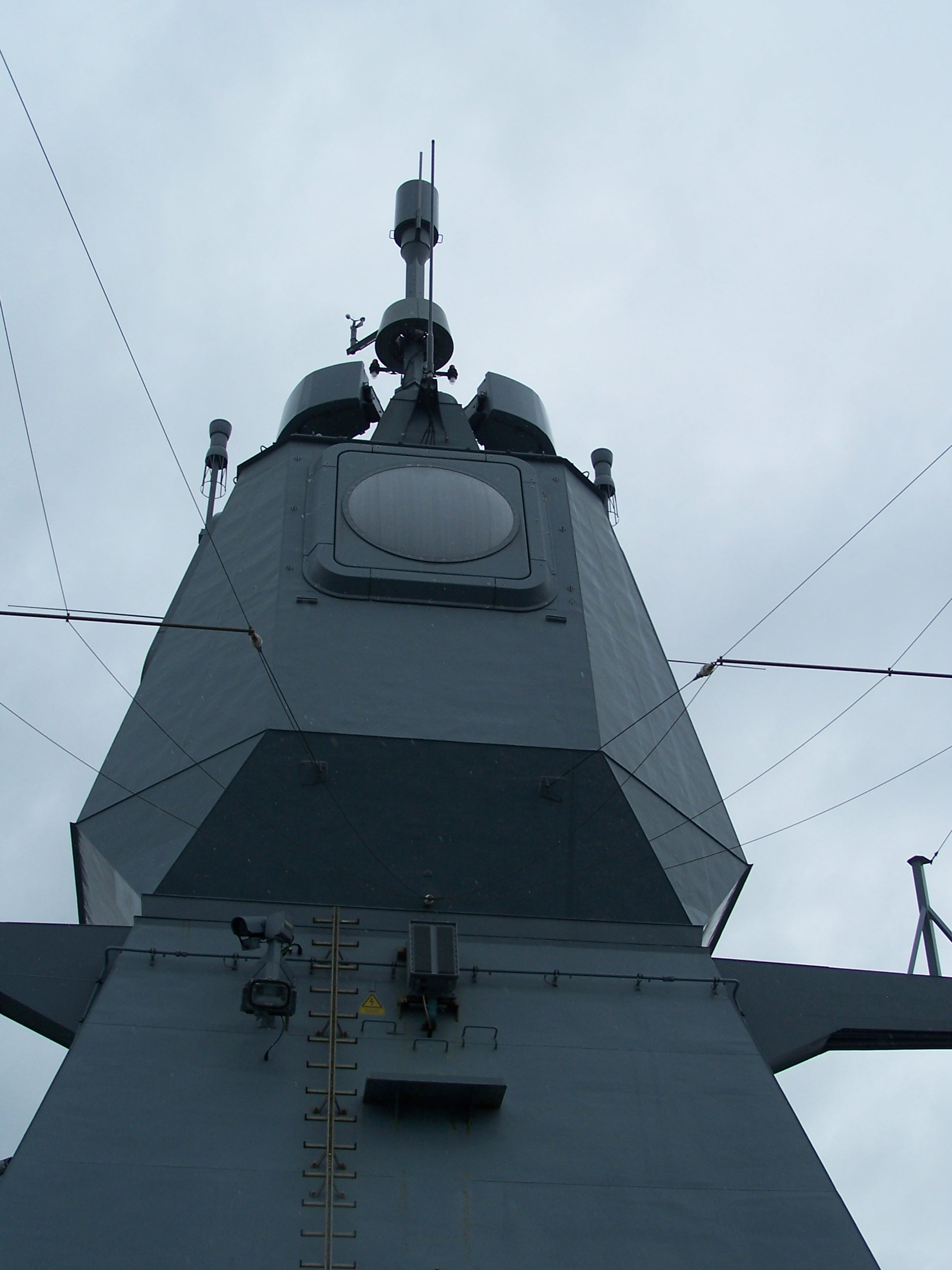
德国海军萨克森级护卫舰黑森号上的 APAR 后侧

APAR主動相位陣列雷達（英語：Active Phased Array Radar）是由泰雷兹荷兰公司开发和制造的舰载有源电子扫描阵列多功能3D雷达（MFR）。雷达接收模块由美国的Sanmina公司开发和制造。

## 特征
APAR拥有四个固定的（即非旋转的）传感器阵列（面），固定在一个金字塔形结构上。每个面包含3424个在X波段频率工作的收发（TR）模块。
该雷达具有以下功能：
- 跟踪超过200个空中目标，最远可达150公里[2]
- 跟踪超过150个水面目标，最远可达32公里[2]
- 地平线搜索范围最远可达75公里[2]
- 有限的体积搜索最远可达150公里[2]（以支持SMART-L的体积搜索能力）
- 引导搜索（一种使用来自其他传感器的数据来引导搜索的模式）
- 水面炮火支援[2]
- 使用中断连续波照射（ICWI）技术进行导弹引导，因此可以同时引导32枚半主动雷达制导导弹飞行，其中16枚处于终端制导阶段[2]
- “创新的”电子对抗对策（ECCM）[2]

注：上述所有范围均为仪器测量范围。

## 船舰搭载情况

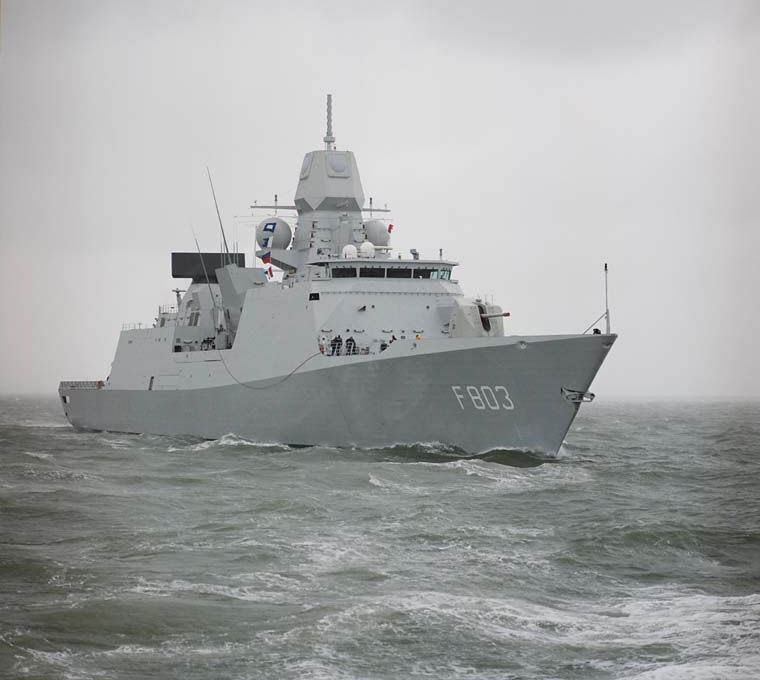
APAR安装在荷兰皇家海军的“七省”级护卫舰特罗姆普号上。

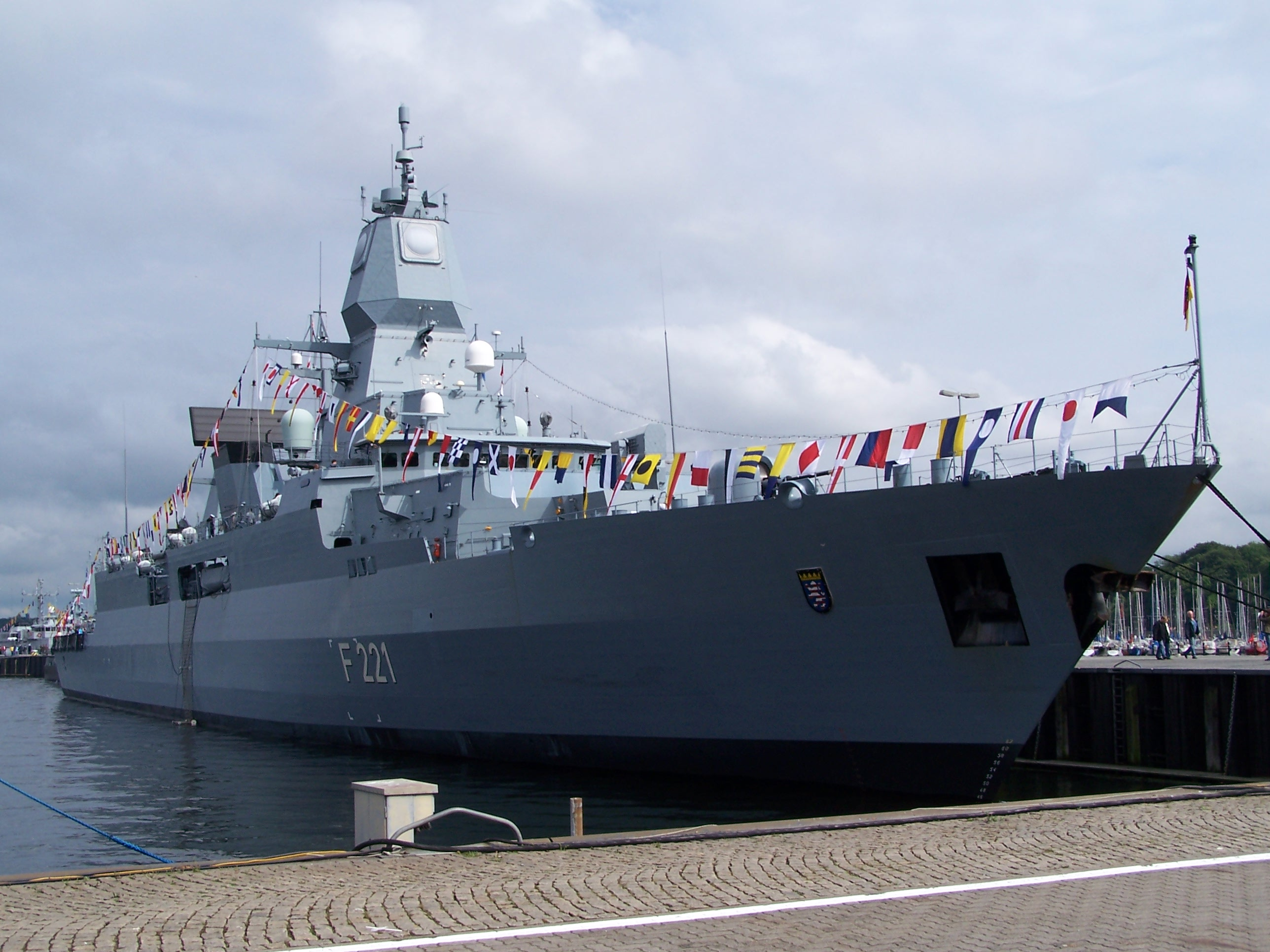
2007年基尔周德国海军萨克森级护卫舰黑森号上的 APAR

APAR被安装在四艘荷兰皇家海军（RNLN）的LCF“七省”级护卫舰、三艘德国海军F124萨克森级护卫舰以及三艘丹麦皇家海军的伊万·休特菲尔德级护卫舰上。荷兰和德国（连同加拿大）是APAR开发的原始赞助国，而丹麦则选择了APAR作为其护卫舰的一部分，这是选择泰雷兹荷兰的防空作战系统的更大决策的一部分（该系统围绕APAR和SMART-L雷达、雷神公司的ESSM和SM-2导弹系统以及洛克希德·马丁公司的Mk-41垂直发射系统设计），而非竞争对手的海毒蛇防空作战系统（围绕S1850M和BAE 系统的SAMPSON雷达、MBDA的Aster 15/30导弹系统和MBDA的SYLVER垂直发射系统设计）。

## 实弹发射
APAR的导弹制导能力支持改进型海麻雀导弹（ESSM）和标准 2（SM-2 Block IIIA)导弹。2003年11月，在距离亚速尔群岛约370公里（200海里）的地方，导弹制导能力进行了首次实弹测试。测试由荷兰皇家海军的“七省”级护卫舰执行，包括发射一枚ESSM导弹和一枚标准 2导弹。这些发射是首次在实际操作环境中使用全尺寸舰载主动电子扫描阵列（AES）引导导弹，采用ICWI（Interrupted Continuous Wave Illumination）技术进行的实弹测试。根据《简氏海军国际》的报道：
在跟踪和导弹发射测试期间，目标特性由希腊制造的EADS/3Sigma Iris PVK中程亚音速靶机提供。荷兰皇家海军表示， [...]据RNLN报道，... “APAR立即捕捉到导弹并保持跟踪直到目标被摧毁”。 [...] 这些开创性的测试代表了世界上首次对ICWI技术的实弹验证。
2004年8月，一艘德国海军萨克森级护卫舰在加利福尼亚海岸的穆古角导弹发射场完成了一系列实弹发射测试，包括共计11枚ESSM导弹和10枚SM-2 Block IIIA导弹。这些测试包括对抗目标无人机，如诺斯罗普·格鲁曼BQM-74E Chukkar III和雷恩航空的BQM-34S Firebee I等目标无人机进行射击，以及对抗导弹目标，如比奇飛機公司的比奇 AQM-37C 和空射 Kormoran 1 反舰导弹。
2005年3月，荷兰皇家海军的七省號巡防艦再次进行了实弹发射测试，地点仍在距离亚速尔群岛西约180海里（330公里）的大西洋上。这些测试包括三次实弹发射事件，包括一次使用单枚SM-2 Block IIIA对远程“鸢尾花”无人靶机的发射，一次使用单枚ESSM对“鸢尾花”无人靶机的发射，以及一次双连发发射（一个连发包括两枚SM-2 Block IIIA，另一个包括两枚ESSM），对抗两个来袭的“鸢尾花”无人靶机。据报道，远程SM-2拦截在距离舰船超过100公里的范围内完成，导弹与目标的最近距离为2.4米（8英尺）（为了达成测试目的，弹头的近炸引信被禁用）。

## 操作概念
APAR通常与泰雷兹荷兰的SMART-L无源电子扫描阵列雷达（工作在L波段频率）配对使用。SMART-L是一种远程立体搜索雷达（VSR），能够提供480公里范围内的立体搜索和跟踪。整个系统称为防空战系统（AAWS），基于20世纪80年代后期的北约防空战（NAAWS）概念。这个概念的原理是 X 波段多功能雷达（MFR）与L波段立体搜索雷达（VSR）结合，提供最佳的互补能力组合：VSR 针对远程目标探测和跟踪进行了优化，而 MFR 针对中程高精度目标跟踪以及地平线搜索和导弹制导功能进行了优化。。

## 反海盗行动
皇家海军第七省级舰艇曾参与非洲之角附近的反海盗行动。非传统目标集（即小型缓慢移动甚至静态表面目标）对于设计用于应对“高端”威胁的多普勒雷达来说显然具有挑战性。然而，根据《简氏国际防务评论》报道：
荷兰皇家海军的七省级巡防舰参与了非洲之角附近的反海盗行动。这种非传统的目标集（即小型慢速甚至静止的水面目标）对于设计用来应对“高端”威胁的多普勒雷达来说可能是一个挑战。然而，根据《简氏国际防务评论》的报道：
[荷兰皇家海军]报告说，使用为执行反海盗任务的七省级巡防舰上安装的APAR系统量身定制的地面搜索软件取得了巨大的成功。通过牺牲一些APAR的高端防空战能力（这些能力在反海盗任务中被认为是不必要的），其在地面搜索角色中的性能和分辨率得到了改善。